# North Street (East Hampshire)
North Street – osada w Anglii, w hrabstwie Hampshire, w dystrykcie East Hampshire. Leży 22 km na wschód od miasta Winchester i 81 km na południowy zachód od Londynu.